# 鄧光榮 (新界原居民)
鄧光榮，BBS，香港西貢北約十四鄉井頭的新界原居民，籍貫廣東寶安，公司董事，曾任大埔區議會議員、西貢北約鄉事委員會主席，是無黨派的議員。
在大埔區議會時，由於他是西貢北約鄉事委員會主席，根據規例成為當然議員。 	
鄧光榮亦是選舉委員會委員，2001年獲香港特區政府頒授銅紫荊星章。

## 區議會公職
- 大埔區議會議員
- 漁農工商委員會委員
- 環境、房屋及工程委員會委員
- 交通及運輸委員會委員